# 圓仔湯嶺
圓仔湯嶺是台灣民間傳說，也是地名，各地流傳的內容大同小異，大致上是仙人測試人心好壞的故事。

## 傳說
圓仔湯嶺的傳說流傳在北投、基隆、新莊龜崙嶺、桃園、新竹、高雄壽山等地，內容大同小異，以下是日治時代昭和10年《臺灣民間故事特輯》的版本。
傳說新竹、桃園有一個圓仔湯嶺，很久以前有仙人用土做圓仔湯，一個賣一個銅錢，三個銅錢可以吃到飽，於是客人都很貪心，連附近的農家都來飽餐一頓。有一天，有一個女孩來，只買一個，回家吃下肚後，肚子居然脹大像孕婦一樣，家人究其緣由，得知女孩吃了老人賣的圓仔湯後，去圓仔湯店理論，仙人於是告知客人之中只有女孩有良心，為了褒獎而將絕世的寶珠賜給女孩，仙人拍了一下女孩的背樑，女孩果然吐出一顆寶珠，肚子立刻消了。眾人知道是土做的圓仔，不甘被騙，摩拳擦掌，仙人看勢不穩慌忙飛上天。